# Кассакко
Кассакко (італ. Cassacco) — муніципалітет в Італії, у регіоні Фріулі-Венеція-Джулія,  провінція Удіне.
Кассакко розташоване на відстані близько 480 км на північ від Рима, 80 км на північний захід від Трієста, 12 км на північ від Удіне.
Населення — 2925 осіб (2014).

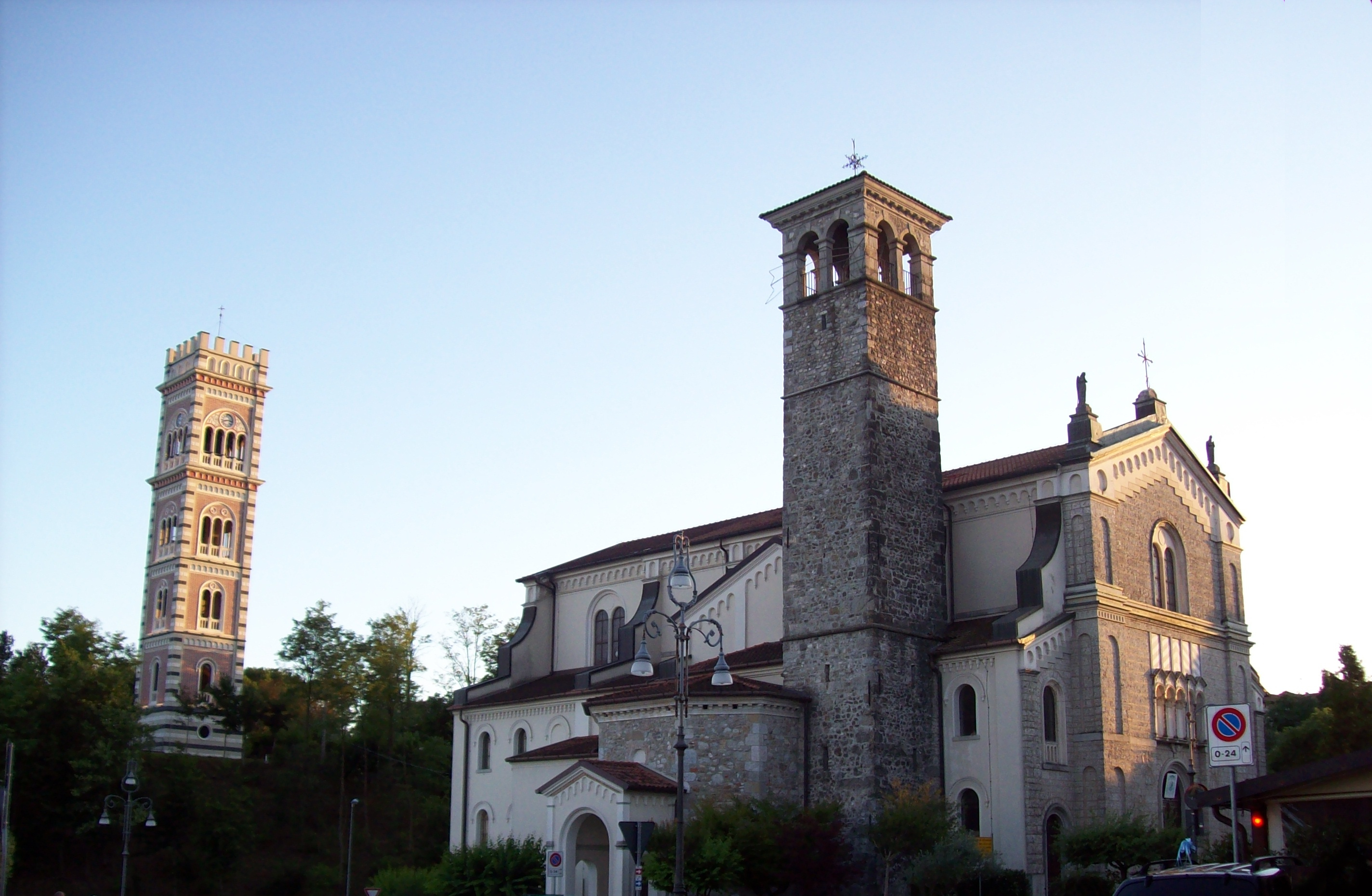

Щорічний фестиваль відбувається 24 червня. Покровитель — святий Іван Хреститель.

## Демографія
Населення за роками:

Станом на 1 січня 2023 року в муніципалітеті офіційно проживало 110 іноземців з 27 країн, серед них 36 громадян країн Євросоюзу та 8 громадян України.

## Сусідні муніципалітети
- Коллоредо-ді-Монте-Альбано
- Маньяно-ін-Рив'єра
- Тарченто
- Треппо-Гранде
- Тричезімо